# Phrygilus unicolor
Phrygilus unicolor е вид птица от семейство Тангарови (Thraupidae).

## Разпространение
Видът е разпространен в Аржентина, Боливия, Венецуела, Еквадор, Колумбия, Перу и Чили.